# Andreas Münzer
Andreas Münzer (* 25. Oktober 1964 in Pack (Steiermark), Österreich; † 14. März 1996 in München) war ein österreichischer Bodybuilder, der an multiplem Organversagen mit Leberdystrophie infolge jahrelangen Dopings bzw. Medikamentenmissbrauchs starb. Er war dafür bekannt, dass er auf Wettkampfbühnen stets einen extrem niedrigen Körperfettanteil und hohe Vaskularität, sogenannte „Härte“, präsentierte. Seine Skelettmuskulatur galt im Profibereich als eine der ausgeprägtesten überhaupt.
Folgende Wettkampfmaße werden für Andreas Münzer angegeben: Körpergröße: 1,73 m; Gewicht: 108 kg; Brustumfang: 147 cm; Oberarmumfang: 53 cm.
Seinen letzten Wettkampf bestritt er fünf Tage vor seinem Tod im kalifornischen San José.

## Beruf
Münzer war gelernter Werkzeugmacher. Diesen Beruf übte er jedoch nur kurze Zeit aus. Im Jahr 1985 machte er sich selbständig und eröffnete in Köflach zusammen mit einem Freund den Fitneßclub Florida Köflach. Im Jahr 1989 erhielt er die IFBB-Profilizenz und war fortan Profi-Bodybuilder. Nebenbei arbeitete er im Fitnesszentrum von Albert Busek in München als Trainer und Studioleiter.

## Karriere
Münzer wuchs zusammen mit seiner vier Jahre älteren Schwester Maria auf einem abseits gelegenen Bauernhof mit Milchviehhaltung unweit des Modriacher Sees auf.
Münzer zeigte früh sportliches Talent: Im Sommer spielte er Fußball, im Winter fuhr er Ski. Daneben spielte er im örtlichen Musikverein Trompete. Zum Kraftsport kam er, als er sich in einem Fitnesscenter anmeldete, um nach Arbeitsschluss die zwei Stunden Wartezeit auf den nächsten Bus zurück nach Pack sinnvoll zu überbrücken. Aus dem anfänglichen Spaß wurde sehr bald Leidenschaft, als er sich von Trainingspartnern zur Teilnahme an Wettkämpfen überreden ließ und auf Anhieb Erfolg hatte, den er in den folgenden Jahren bestätigen konnte:
- 2. Platz bei der steirischen Meisterschaft in der Juniorenklasse bis 80 kg
- Sieg bei den Österreichischen Meisterschaften (Junioren- und Erwachsenenklasse)
- 6. Platz Europameisterschaft in Hamburg 1986
- 3. Platz Weltmeisterschaft in Madrid 1987
- 3. Platz Weltmeisterschaft in Brisbane 1988
- Sieg bei den World Games in Karlsruhe 1989 (bis 90 kg)

Der Erfolg in Karlsruhe markierte einen Wendepunkt in der noch jungen Karriere von Andreas Münzer. Er erhielt eine Profi-Lizenz der IFBB und zog die Aufmerksamkeit von Albert Busek auf sich, der ihn nach München holte. Busek, der als enger Vertrauter von Arnold Schwarzenegger gilt, verschaffte Münzer nicht nur einen lukrativen Job in seinem Münchner Fitnesszentrum, sondern auch das nötige Sprungbrett für eine internationale Karriere.
Münzer trainierte nun an sechs Tagen in der Woche zwischen sechs und acht Stunden täglich. Sein Gewicht stieg bei einer Körpergröße von 1,73 m auf deutlich über 100 kg. Während er in der Aufbauphase pro Tag zwischen 25.000 und 33.500 kJ (6.000 bis 8.000 kcal) zu sich nahm, fuhr er in der anschließenden Diätphase bei unvermindertem Trainingsumfang seinen Konsum nicht nur drastisch auf 8.400 kJ (2.000 kcal) herunter, sondern beschränkte in den letzten zehn Tagen vor einem Wettkampf auch die tägliche Flüssigkeitsaufnahme auf einen halben Liter Wasser, um auf diese Weise Gewebsflüssigkeit abzubauen. Sein Körperfettanteil lag unter 5 Prozent, und die Hautschicht, die seine Muskeln bedeckte, war Messungen zufolge weniger als einen Millimeter dick.
Trotz seiner außerordentlichen Physiognomie, die ihm von Fachkreisen bescheinigt wurde, gelang ihm der große Durchbruch jedoch nicht:
- Platz 2 Night of the Champions 1993
- Platz 3 Grand Prix Germany 1990
- Platz 3 Iron Man Pro 1991
- Platz 4 Pittsburgh Pro 1991
- Platz 4 Grand Prix Germany 1993

In dem für ihn wichtigsten Wettkampf, dem Arnold Schwarzenegger Classic, war sein bestes Ergebnis ein 3. Platz:
- 1990: Platz 3
- 1991: Platz 9
- 1993: Platz 7
- 1994: Platz 5
- 1995: Platz 4
- 1996: Platz 6

Bei Mr. Olympia erreichte er nie eine Top-Platzierung. Seine besten Ergebnisse waren drei 9. Plätze (1990, 1993 und 1994) – Münzer wurde bei seinem letzten Auftritt bei den „Arnold Classics“ in Ohio als „bester Weißer“ gefeiert –, andererseits lag es auch daran, dass seine Posing-Kür die von den Kampfrichtern gewünschte Ausdrucksstärke vermissen ließ. Er war von ruhigem und ernstem Wesen und frei von den bei Bodybuildern häufig zu beobachtenden Allüren. Dass er dennoch ein randvolles Programm von rund 40 Auftritten pro Jahr absolvierte, erklärt sich dadurch, dass er Geld brauchte, um seinen Medikamentenmissbrauch (Steroide und andere Hormone) zu finanzieren – während er systematisch als Saubermann vermarktet und sogar als Vorbild für gesunde Ernährung (seine bevorzugten Nahrungsmittel waren Putenfleisch und Reis) dargestellt wurde.
Kurz nach seinem Tod wurde die Trainings-DVD The real workout veröffentlicht, wo er Tipps zu Training, Ernährung und zur korrekten Übungsausführung gibt. Am Anfang der DVD ist eine Widmung mit den Worten In memoriam to Andreas Münzer. Die DVD zeigt Münzer in einer hervorragenden Form, kurz vor der Vorbereitung auf den Profi-Wettkampf Arnold Classic.
1993 hatte er einen kurzen Gastauftritt in der Fernsehserie Der Alte in der 184. Folge „Babysitter“.

## Tod
Andreas Münzer wurde bereits Monate vor seinem Tod von Magenschmerzen geplagt, die er erfolglos mit Rollkuren zu bekämpfen versuchte. Am 13. März 1996, einen Tag nach seiner Rückkehr aus den USA, wo Freunden bereits seine gedrückte Stimmung aufgefallen war, wurde Münzer in ein Krankenhaus eingeliefert, da die Schmerzen unerträglich geworden waren. Man diagnostizierte eine Blutung im Bauchraum, konnte diese aber nicht stillen, dies gelang erst nach einer Verlegung in eine Universitätsklinik im Rahmen einer Operation. Noch in derselben Nacht starb Münzer an Multiorganversagen.
Der Obduktionsbericht brachte Folgendes zutage:
- In Münzers Leber befanden sich tischtennisballgroße Tumore, wie sie von anderen Anabolikamissbrauchsfällen bekannt sind, während die andere Hälfte der Leber nur noch aus einer bröseligen Masse, ähnlich Polystyrolschaum (Styropor), bestand.
- Es wurde eine akute Vergiftung festgestellt, die möglicherweise auf ein Aufputschmittel zurückzuführen war.
- Münzers Elektrolythaushalt war aus dem Gleichgewicht geraten. Er war dehydriert. Sein Blut war viskos (zähflüssig) und zirkulierte deshalb nur langsam.
- Sein Körper wies einen zu hohen Kaliumgehalt auf.
- Sein Herz war doppelt so schwer und groß wie das eines normalen Menschen (Herzhypertrophie).
- Sehr große, geschwollene Nieren.
- Auf Haselnussgröße geschrumpfte Hoden (Hodenatrophie), dazu eine walnussgroße Zystenbildung rechts.
- Eine Pankreasfibrose.
- Darüber hinaus wurden Spuren von rund zwanzig verschiedenen Medikamenten gefunden.
- Multiple Einstichstellen an den Unterarmen.

Im Münchner Stadtteil Sendling wurde für Münzer eine Totenmesse gelesen. Sein Grab befindet sich in seinem Heimatort Pack. Arnold Schwarzenegger schickte einen Kranz mit der Aufschrift „A last greeting to a friend“.
Andreas Münzer lebte zuletzt in Neuhausen. Er war unverheiratet und kinderlos, jedoch seit 1990 mit der Bodybuilderin Elisabeth Schwarz liiert.
Der 2013 an Nierenversagen gestorbene ehemalige Profi-Bodybuilder Nasser El Sonbaty war mit Münzer gut bekannt und äußerte sich in einem Interview im Juni 2010 ausführlich zu den Hintergründen von dessen Tod. Er bezweifelte, dass der von den Medien nach Münzers Tod plakativ betonte Medikamentenmissbrauch der wesentliche Faktor gewesen sei, denn Münzer habe nicht mehr als andere Profis konsumiert. Als Ursache nannte er stattdessen, dass der Sportfunktionär und Unternehmer Albert Busek, bei dem Münzer angestellt war, durch sein ständig forderndes Verhalten gegenüber Münzer für dessen Tod mitverantwortlich gewesen sei. Münzer habe dadurch keine Ruhepausen zwischen Wettkämpfen (off-season) mehr gehabt, was seinem Körper auch keine Regeneration von den Nebenwirkungen der diversen Medikamente und dem Trainings- und Wettkampfstress mehr erlaubt habe.
Die monatlichen Kosten für seine Medikamente wurden von Kennern der Szene auf bis zu 10.000 DM geschätzt, mit über 40 Auftritten im Jahr finanzierte Münzer seinen Konsum.

## Doping
Dass der als dopingfreier „Saubermann“ präsentierte Münzer ein Doppelleben führte, ist erwiesen. Sein Wettkampfplan über zehn Wochen laut dem Magazin Der Spiegel:
- Ephedrin, AN 1, Captagon, Aspirin, Valium
- Clenbuterol (Muskelaufbau mit Fettabbau)

10–6 Wochen vor dem Wettkampf täglich:
- 2 Injektionen Testoviron à 250 mg (Massegewinn in der Muskulatur)
- 1 Injektion Parabolan (Anabolikum zum Muskelwachstum)
- 30 Tabletten Halotestin (Anabolikum zur Kraftgewinnung)
- 30 Tabletten Metandienon (Anabolikum zur Masse & Kraftgewinnung)
- 16 I.E. STH (Wachstumshormon: Muskelaufbau mit gleichzeitigem Fettabbau)
- 20 I.E. Insulin

5–2 Wochen vor dem Wettkampf täglich:
- 3 Injektionen Masteron
- 2 Injektionen Parabolan
- 30 Tabletten Halotestin (Anabolikum zur Kraftgewinnung)
- 50 Tabletten Stromba (Anabolikum zur Muskelerhaltung und Definition mit mehr Härte)
- 2 Injektionen Stromba
- 24 I.E. STH

2 Wochen bis zum Wettkampf täglich:
- 2 Injektionen Masteron
- 2 Injektionen Stromba
- 40 Tabletten Halotestin (Anabolikum zur Kraftgewinnung)
- 80 Tabletten Stromba
- 24 I.E. STH (Wachstumshormon)
- Insulin
- Aldactone und Lasix (Wasserreduzierung im Muskel)